# نور الدين آيت حمودة
نور الدين آيت حمودة هو معارض سياسي أمازيغي جزائري مثير للجدل وابن العقيد عميروش آيت حمودة اسمه الحقيقي عمران آيت حمودة ولد في 15 يوليو 1949 في منطقة اث يني ولاية تيزي وزو شرق العاصمة الجزائر.
كان عضو في المجلس الشعبي الوطني للفترة التشريعية 1997 إلى 2002 ثم الفترة التي تليها ما بين 2002 إلى 2007 ، و ما بين 2017 إلى غاية 2021 .

## حزبه السياسي
ينتمي إلى حزب التجمع من أجل الثقافة والديمقراطية المعارض الذي يرأسه السعيد سعدي وأنتخب عدة مرات نائبا في البرلمان الجزائري عن ولاية تيزي وزو باسم الحزب وتربطه علاقة صداقة قوية مع رئيسه.

## نشاطه السياسي
يعتبر من رموز الحراك البربري في الجزائر حيث شارك في الكثير من الاحتجاجات التي مرت بالمنطقة ونظم الكثير من الاعتصامات والإضطرابات واعتقل عدة مرات من طرف الأمن الجزائري.

## مواضيع ذات صلة
- قائمة أعلام الجزائريين
- الحركة الثقافية الأمازيغية
- سعيد سعدي
- رشيد حالت
- مولود لوناوسي
- فرحات مهني
- منطقة القبائل الزواوية
- عروش الزواوة
- زواوة
- الربيع الأمازيغي
- تيفيناغ
- كتابة الأمازيغية بالحرف العربي
- كتابة الأمازيغية بالحرف اللاتيني